# Debra Messing

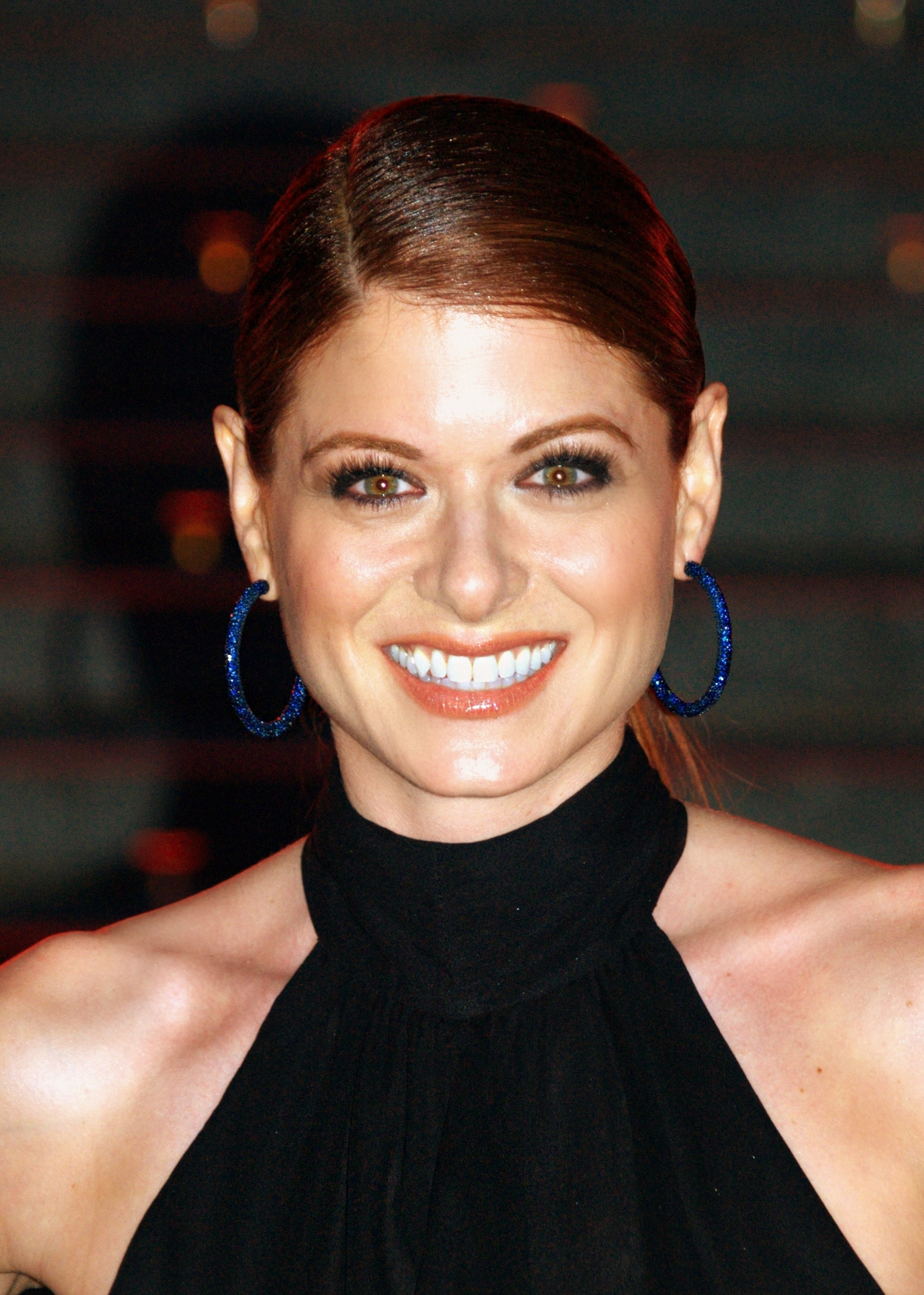
Debra Messing en 2009

Debra Messing (Brooklyn, Nueva York, 15 de agosto de 1968) es una actriz estadounidense, ganadora de un premio Emmy.

## Biografía
Messing nació en Nueva York en el distrito de Brooklyn en el seno de una familia judía estadounidense, descendientes de rusos y polacos, su padre Brian Messing era ejecutivo de ventas de una empresa fabricante de joyas y su madre Sandra ha trabajado como banquera, cantante profesional, agente de viajes y funcionaria. Cuando Debra tenía 3 años, sus padres, su hermano y ella se mudaron a Providence en Rhode Island.
Estudió danza, canto y actuación. Sus padres la animaron a perseguir su sueño de ser actriz y a completar una educación de artes liberales antes de comenzar con esta carrera. Siguiendo su consejo, estudió en la Brandeis University en Waltham, Massachusetts. En el primer ciclo universitario, estudió teatro con el programa británico de estudio grupal europeo, algo que estimuló su deseo de actuar.
En 1990, después de licenciarse summa cum laude, la admitieron en el Graduate Acting Program en la New York University, donde obtuvo un máster en bellas artes tres años después.

## Carrera
En 1993, Messing se granjeó muchos elogios en el taller de preproducción de Broadway de Angels in America: Perestroika de Tony Kushner. Después apareció en varios episodios de la serie NYPD Blue de 1994 a 1995.
En 1995, debutó en el cine con un papel secundario en A Walk in the Clouds, de Alfonso Aráu. Participó como coprotagonista de 1995 a 1997 en la serie Ned and Stacey y tuvo dos apariciones en Seinfeld: "The Wait Out" en 1996 y "The Yada Yada" en 1997. Más tarde dijo que no a otro papel protagonista en una serie de televisión para trabajar en Collected Stories, de Donald Margulies en 1997.
En 1998, protagonizó la serie Prey, haciendo el papel de la antropóloga Sloan Parker y consiguió el papel de Grace Adler en Will & Grace.
Woody Allen la llamó personalmente para protagonizar en 1998 el filme Celebrity. Más tarde actuó en The Mothman Prophecies (2002), Along Came Polly (2004), The Wedding Date (2005) y para la última temporada del reality show Project Runway.

## Vida privada
Conoció a su ahora exesposo, Daniel Zelman, actor y guionista, en su primer día como estudiantes de posgrado en la Universidad de Nueva York en 1990. Se casaron el 3 de septiembre de 2000, en una finca privada en Santa Bárbara, California. La pareja tuvo un hijo el 7 de abril de 2004, Roman Walker Zelman.
En diciembre de 2011 Debra y su esposo Daniel, se separan después de once años de matrimonio. Messing solicitó el divorcio en 5 de junio de 2012, según confirmó el representante de la actriz, “Su decisión fue mutua, y permanecen apoyándose mutuamente y comprometidos en criar a su hijo como familia”. En marzo de 2016 se completaron los trámites de divorcio.
Desde 2012, salió con su coestrella en la serie "Smash" Will Chase. En octubre de 2014, se informó que los dos se habían separado.

## Filmografía

### Cine

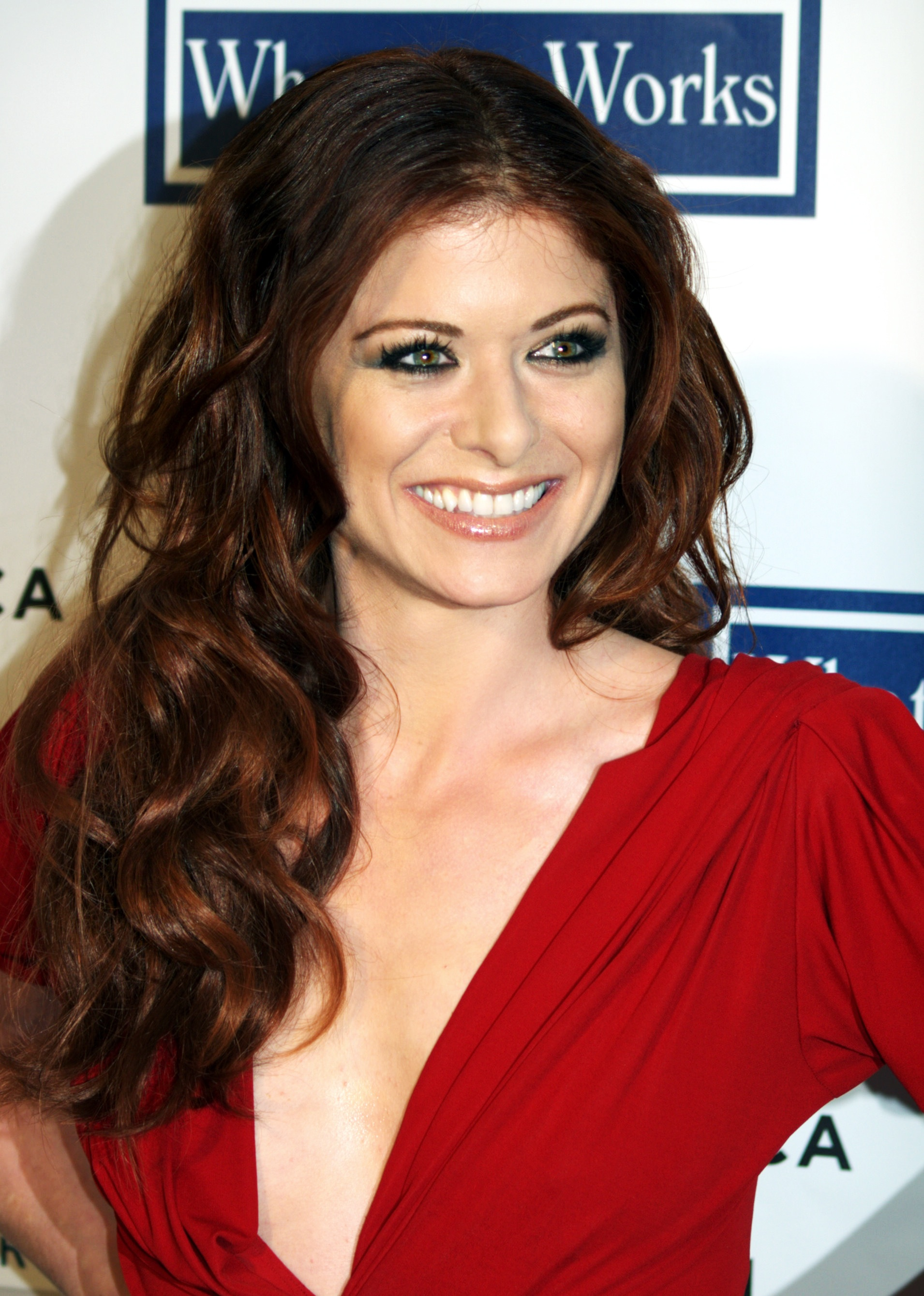
Messing en el estreno de la película de Woody Allen, Whatever Works.

| Año  | Película                       | Papel                   | Notas                                                             |
| ---- | ------------------------------ | ----------------------- | ----------------------------------------------------------------- |
| 2024 | Wise Guys                      | Bobbie Costello         |                                                                   |
| 2022 | 13                             | Jessica                 |                                                                   |
| 2018 | Searching                      | Detective Rosemary Vick |                                                                   |
| 2016 | Albion: The Enchanted Stallion | The Queen               |                                                                   |
| 2014 | Like Sunday, Like Rain         | Barbara                 |                                                                   |
| 2008 | The Women                      | Edie Cohen              |                                                                   |
| 2008 | Nothing Like the Holidays      | Sarah Rodriguez         | Nominada — Premio Satellite a la mejor actriz - Musical o Comedia |
| 2007 | Purple Violets                 | Kate Scott              |                                                                   |
| 2007 | Lucky You                      | Suzanne Offer           |                                                                   |
| 2006 | Open Season                    | Beth                    | Voz                                                               |
| 2005 | The Wedding Date               | Kat Ellis               |                                                                   |
| 2004 | Along Came Polly               | Lisa Kramer             |                                                                   |
| 2004 | Garfield                       | Arlene                  | Voz                                                               |
| 2002 | The Mothman Prophecies         | Mary Klein              |                                                                   |
| 2002 | Hollywood Ending               | Lori                    |                                                                   |
| 1998 | Celebrity                      | Reportera               |                                                                   |
| 1997 | McHale's Navy                  | Tte. Penelope Carter    |                                                                   |
| 1995 | A Walk in the Clouds           | Betty Sutton            |                                                                   |

### Televisión
| Año                  | Título                             | Papel                                | Notas |
| -------------------- | ---------------------------------- | ------------------------------------ | --- |
| 2017-2020            | Will & Grace II (Serie de TV)      | Grace Adler                          | |
| 2017                 | Dirty Dancing                      | Marjorie Houseman                    | |
| 2014-2016            | The Mysteries of Laura             | Laura Diamond (Laura Lebrel)         | 38 episodios, papel principal |
| 2012                 | Smash                              | Julia Houston                        | |
| 2011                 | Law & Order: Special Victims Unit  | Alicia Harding                       | |
| 2008                 | The Starter Wife                   | Molly Kagan                          | 10 episodios Nominada — Globo de Oro a la mejor actriz de serie de televisión - Comedia o musical |
| 2007                 | The Starter Wife                   | Molly Kagan                          | Miniserie de 5 partes Premio Gracie Allen Nominada — Premio Primetime Emmy a la mejor actriz de miniserie o telefilme Nominada — Globo de Oro a la mejor actriz de miniserie o telefilme Nominada — Premio Satellite a la mejor actriz de miniserie o telefilme Nominada — Premio del Sindicato de Actores a la mejor actriz de televisión - Miniserie o telefilme |
| 2006                 | Will & Grace: Say Goodnight Gracie | Grace Adler                          | Especial retrospectivo |
| 2002                 | King of the Hill                   | Mrs. Hilgren-Bronson, mamá de Jordan | Episodio: "Get Your Freak Off" (voz) |
| 1999                 | Jesús                              | María Magdalena                      | |
| 1998–2006, 2017-2020 | Will & Grace                       | Grace Adler                          | Premio Primetime Emmy a la mejor actriz - Serie de comedia (2003) Premio Satellite a la mejor actriz de serie de comedia o musical (2002, 2003) Premio del Sindicato de Actores al mejor reparto de televisión - Comedia (2001), con Eric McCormack, Sean Hayes y Megan Mullally Nominada — Premio American Comedy a la actriz más divertida en una serie de televisión (2000, 2001) Nominada — Premio Primetime Emmy a la mejor actriz - Serie de comedia (2000-2002, 2006) Nominada — Globo de Oro a la mejor actriz de serie de televisión - Comedia o musical (2000-2005) Nominada — Premio Satellite a la mejor actriz de serie de comedia o musical (2004) Nominada — Premio del Sindicato de Actores a la mejor actriz de televisión - Comedia (2001, 2004) Nominada — Premio del Sindicato de Actores al mejor reparto de televisión - Comedia (2002-2005), con Eric McCormack, Sean Hayes y Megan Mullally Nominada — Premio Teen Choice a la mejor actriz de televisión (2001, 2002, 2006) |
| 1998                 | Prey                               | Dr. Sloan Parker                     | |
| 1996–1997            | Seinfeld                           | Beth Lookner                         | Episodios: "The Wait Out" (1996) y "The Yada Yada" (1997) |
| 1995–1997            | Ned and Stacey                     | Stacey                               | |
| 1995                 | Partners                           | Stacey                               | Episodio: "City Hall" |
| 1994–1995            | NYPD Blue                          | Dana Abandando                       | Episodios: "Double Abandando", "A Murder with Teeth in It" y "Bombs Away" |

## Premios y nominaciones

### Premios Globo de Oro
| Año  | Categoría                            | Trabajo Nominado | Resultado |
| ---- | ------------------------------------ | ---------------- | --------- |
| 2000 | Mejor actriz - Serie de comedia      | Will & Grace     | Nominada  |
| 2001 | Mejor actriz - Serie de comedia      | Will & Grace     | Nominada  |
| 2002 | Mejor actriz - Serie de comedia      | Will & Grace     | Nominada  |
| 2003 | Mejor actriz - Serie de comedia      | Will & Grace     | Nominada  |
| 2004 | Mejor actriz - Serie de comedia      | Will & Grace     | Nominada  |
| 2005 | Mejor actriz - Serie de comedia      | Will & Grace     | Nominada  |
| 2008 | Mejor actriz - Miniserie o telefilme | The Starter Wife | Nominada  |
| 2009 | Mejor actriz - Serie de comedia      | The Starter Wife | Nominada  |
| 2019 | Mejor actriz - Serie de comedia      | Will & Grace     | Nominada  |

### Premios Primetime Emmy
| Año  | Categoría                            | Trabajo Nominado | Resultado |
| ---- | ------------------------------------ | ---------------- | --------- |
| 2000 | Mejor actriz - Serie de comedia      | Will & Grace     | Nominada  |
| 2001 | Mejor actriz - Serie de comedia      | Will & Grace     | Nominada  |
| 2002 | Mejor actriz - Serie de comedia      | Will & Grace     | Nominada  |
| 2003 | Mejor actriz - Serie de comedia      | Will & Grace     | Ganadora  |
| 2006 | Mejor actriz - Serie de comedia      | Will & Grace     | Nominada  |
| 2008 | Mejor actriz - Miniserie o telefilme | The Starter Wife | Nominada  |

### Premios del Sindicato de Actores
| Año  | Categoría                            | Trabajo Nominado | Resultado |
| ---- | ------------------------------------ | ---------------- | --------- |
| 2001 | Mejor reparto - Serie de comedia     | Will & Grace     | Ganadora  |
| 2001 | Mejor actriz - Serie de comedia      | Will & Grace     | Nominada  |
| 2002 | Mejor reparto - Serie de comedia     | Will & Grace     | Nominada  |
| 2003 | Mejor reparto - Serie de comedia     | Will & Grace     | Nominada  |
| 2004 | Mejor reparto - Serie de comedia     | Will & Grace     | Nominada  |
| 2004 | Mejor actriz - Serie de comedia      | Will & Grace     | Nominada  |
| 2005 | Mejor reparto - Serie de comedia     | Will & Grace     | Nominada  |
| 2008 | Mejor actriz - Miniserie o telefilme | The Starter Wife | Nominada  |